# C20H16N2O5
化学式C20H16N2O5（摩尔质量：364.36 g/mol）可以指：
- 9-羟基喜树碱，CAS号：67656-30-8
- 10-羟基喜树碱，CAS号：19685-09-7 （不区分手性的CAS：64439-81-2 ）
- 11-羟基喜树碱，CAS号：68426-53-9
- 2,6-二(4-硝基亚苄基)环己酮，CAS号：10321-25-2
- 2,6-二(3-硝基亚苄基)环己酮，CAS号：18977-36-1
- N-氧化喜树碱（喜树碱-1-氧化物），CAS号：86639-48-7

|  | 这个同类索引页列出了具有相同分子式的化学物（即同分異構體）条目。 除非您是有意链接至本页，否则应将相应条目的内部链接指向正确的条目。 |